# Bengt Fredriksson
Bengt Åke Lennart Fredriksson, född 6 april 1932 i Huaröd, död 19 oktober 2020 i Bökestorp i Degeberga, var en svensk bildkonstnär.
Bengt Fredriksson studerade i tonåren för konstnären Gotthard Sandberg (1890-1961) och är i övrigt självlärd som konstnär. Han ställde ut första gången 1952 i ett uthus till föräldrahemmets prästgård i Huaröd och hade den första externa separatutställningen på Galleri Grandrue i Karlskrona 1968. Han har gjort studieresor till Nederländerna, Tyskland och Frankrike.
Under 1960-talet arbetade Bengt Fredriksson som tecknings- och musiklärare, och är från 1971 verksam som konstnär på heltid. Han var initiativtagare till Östra Skånes Konstnärsgille 1974. Han bor och arbetar i Degeberga och i Pontevés i Provence.
Bengt Fredriksson var framför allt landskapsmålare i olja och gouache med motiv från trakten vid Hanöbukten.